# Serge Lang (journaliste)
Cet article concerne le journaliste français qui a fondé la Coupe du monde de ski alpin. Pour le mathématicien américain d'origine française, voir Serge Lang.
Pour les articles homonymes, voir Lang.
Serge Lang (6 juin 1920 - 21 novembre 1999) était un journaliste français, un skieur alpin, et le fondateur de la Coupe du monde de ski alpin. En tant que journaliste, il a couvert le ski alpin, le cyclisme et d'autres sports pour cinq grandes publications. Au milieu des années 1960, il a imaginé une série de courses de ski s'étendant sur toute une saison, qui est devenue le circuit de la Coupe du monde de ski. Il a continué à guider la croissance de la Coupe du monde et du sport de ski de compétition au cours des deux décennies suivantes.

## Biographie

### Premières années
Jean-Jacques "Serge" Lang est né en juin 1920 à Mulhouse, en Alsace, dans l'est de la France. Il s'installe avec ses parents en Suisse en 1921, où son père Albert devient directeur de la gare française située à Bâle. Lang apprend à skier avant l'âge de 7 ans au Markstein, dans le massif des Vosges, avec son père Albert et sa mère, Friedl. Il a participé à des courses de ski pendant sa jeunesse.
Pendant la Seconde Guerre mondiale, il est resté en Suisse et a travaillé comme journaliste à Bâle, où il a également fondé un festival de cinéma appelé « Le Bon Film » avec son ami Peter Baechlin. Après la guerre, il couvre le procès de Nuremberg en 1946 et commente, avec Ernst von Schenck, les mémoires d'Alfred Rosenberg, principal théoricien racial de l'Allemagne nazie, exécuté en octobre de la même année. En tant que correspondant de Le Soir, Lang a également assisté à diverses manifestations sportives après avoir couvert les Jeux olympiques d'hiver de 1948 à Saint-Moritz, en particulier le ski alpin et le cyclisme.

### Naissance de la Coupe du monde
Au milieu des années 1960, il a l'idée d'une série de courses de ski d'une durée d'une saison avec un système de points pour déterminer un champion après avoir été sollicité par l'ancien directeur du Tour de France et du journal sportif L'Équipe, Jacques Goddet, pour « inventer quelque chose qui aiderait nos lecteurs à mieux comprendre le circuit alpin des courses de ski ». Quelques mois plus tôt, Serge Lang avait assisté au très réussi « Nations Team Event » à Vail, dans le Colorado, où les trois meilleures équipes des Jeux olympiques de 1964 à Innsbruck avaient été invitées par l'ancien directeur des sports alpins des États-Unis, Bob Beattie (en), à participer à une nouvelle compétition par équipe. Cet événement est si passionnant que Serge Lang est convaincu par la suite qu'il est temps d'élargir considérablement l'horizon du ski alpin de compétition, essentiellement limité à l'Europe centrale pendant la saison hivernale. En décembre 1965, L'Équipe a lancé le premier circuit de ski européen (non officiel) appelé « Trophée de L'Équipe », qui a été remporté par la Française Marielle Goitschel et l'Autrichien Karl Schranz. Lang, après en avoir discuté avec certains de ses amis Bob Beattie, le directeur des sports alpins américains, et Honoré Bonnet, l'entraîneur en chef de l'équipe de France de ski, lors d'une séance d'entraînement à la descente des célèbres courses du « Hahnenkamm » à Kitzbühel, en Autriche, en janvier 1966, décide qu'il devrait devenir un circuit mondial. Il choisit de l'appeler « Coupe du monde », en référence aux championnats du monde de football (soccer) organisés en Angleterre en 1966, qui furent les premiers à être appelés Coupe du monde.
Ce même été, les championnats du monde de ski ont été organisés pour la première fois en août à Portillo, au Chili, pendant l'hiver de l'hémisphère sud. Ce fut l'occasion pour toutes les grandes figures du ski de compétition de se réunir, notamment Bob Beattie, directeur des sports alpins de l'équipe de ski des États-Unis, Honoré Bonnet, chef de l'équipe de ski alpin de France, ainsi que le Dr Sepp Sulzberger d'Autriche, et de mettre au point les détails de la compétition proposée avec quelques skieurs comme les Français Jean-Claude Killy et Guy Périllat ou l'Autrichien Karl Schranz. Le président de la Fédération internationale de ski (FIS), le Suisse Marc Hodler, accepte de soutenir la nouvelle épreuve qu'il présente personnellement à la presse au Chili.
La première saison (encore non officielle) de Coupe du monde a commencé l'hiver suivant avec les compétitions masculines à Berchtesgaden, en Allemagne, le 5 janvier 1967. Les premiers vainqueurs du classement général à la fin de cette saison sont Nancy Greene, du Canada, et Jean-Claude Killy, de France. La Coupe du monde devient un événement officiel sanctionné par la FIS au printemps suivant lors de son congrès à Beyrouth, au Liban. Marc Hodler devient le premier président du comité de la Coupe du monde jusqu'en 1973.

### Années suivantes
La Coupe du monde de ski alpin est rapidement devenue un énorme succès auprès des amateurs de ski de compétition, des coureurs, des organisateurs et des fournisseurs de ski. Lang a continué à guider sa croissance au cours des décennies suivantes, en tant que président du comité de la Coupe du monde de ski alpin de la Fédération internationale de ski de 1973 à 1986. Il a également continué à travailler comme journaliste sportif pour Blick, La Suisse, 24 Heures et L'Équipe, et a fondé l'Association Internationale des Journalistes de Ski en 1961. Lang a écrit plusieurs livres sur le ski de compétition et la Coupe du monde, notamment le Guide annuel de la Coupe du monde de ski (plus connu sous le nom de « Biorama »), qui contient des statistiques sur la Coupe du monde et des biographies de coureurs, ainsi que la rétrospective 21 Years of World Cup Ski Racing, publiée en 1986. Lang a vécu ses dernières années à Riehen, en Suisse, et est apparemment décédé d'une crise cardiaque à Sternenberg, dans le Haut-Rhin, en France, alors qu'il écrivait ses mémoires en novembre 1999. Son fils, Patrick, est également journaliste et couvre les courses de ski alpin. L'héritage des Lang se poursuit avec deux de ses petits-enfants, Manuèle (née en 1974) et Philippe-Alexandre (né en 1978), qui travaillent également sur le circuit de la Coupe du monde et le cyclisme en tant que reporters et cadreurs. En 1991, trois générations de la famille ont travaillé au Tour de France, ce qui est certainement une performance unique : Patrick Lang et sa fille, alors âgée de 16 ans, ont travaillé pour ABC Sports tandis que Serge Lang a couvert la course pour certains de ses journaux habituels.

### Épouse
Serge Lang a été marié de 1944 à 1989 à la journaliste d'origine allemande Anneliese Lang, qui l'a fortement soutenu au début de sa carrière. Anneliese Lang était critique de cinéma et a rencontré Lang à Bâle pendant la guerre alors qu'elle faisait un reportage sur le festival « Le Bon Film » pour un journal allemand. Après être retournée à Berlin, elle a quitté l'Allemagne en avion après avoir découvert qu'elle était un suspect pour la Gestapo. Elle est retournée à Bâle après avoir sauté de son train à l'approche de la gare. Elle est morte d'un cancer en 1989.

## Publications
- Serge Lang, Le ski: et autres sports d'hiver, Larousse, 458 p. (ISBN 2-7062-4209-4)
- Serge Lang, Erich Baumann, Dieter Baumann, Jochen Stellwaag, Le grand livre du Tour de France, Paris, Calmann-Lévy, 1980 (ISBN 9782702103647)
- (en) Serge Lang, 21 Years of World Cup Ski Racing, 1986 (ISBN 978-0246131164)